# Stanko Vraz

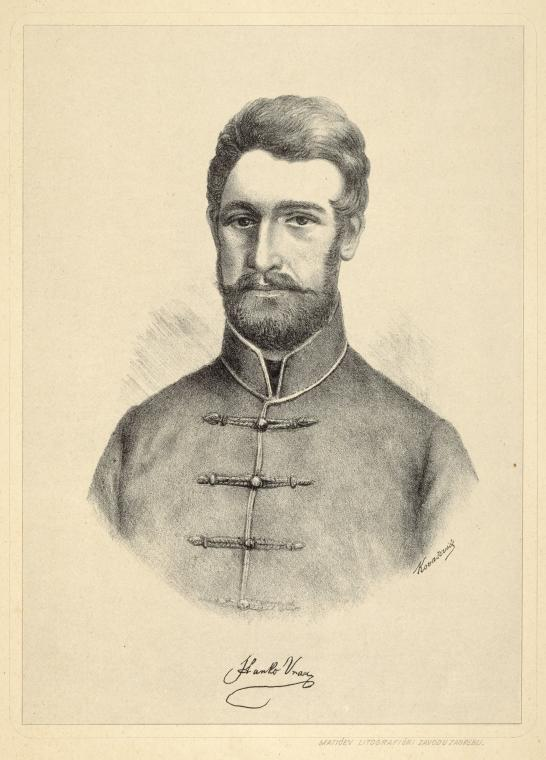
Stanko Vraz.

Stanko Vraz, también conocido como Jakob Frass (Cerovec, Eslovenia, 30 de junio de 1810 - Zagreb, 20 de mayo de 1851) fue un poeta croata y esloveno.

Fue una de las figuras más importantes del movimiento Ilirio en Croacia. Fue el primer croata en dedicarse profesionalmente al oficio de escritor, escribió poemas, trabalenguas, compiló poemas tradicionales y tradujo al croata obras de otros países. 
En 1842 fundó con dos colaboradores Kolo, una de las primeras revistas literarias croatas, con cierto carácter de nacionalismo romántico.
- Datos: Q472123
- Multimedia: Stanko Vraz / Q472123